# Кузьмин, Алексей Михайлович (геолог)
Алексей Михайлович Кузьмин (14 [26] марта 1891, Симский Завод, Уфимская губерния — 28 августа 1980, Томск, Томская область, РСФСР, СССР) — русский и советский учёный-геолог, профессор, заведующий кафедрой минералогии и кристаллографии Томского политехнического института (1935—1974).

## Биография
Родился 14 (26) марта 1891 года в посёлке Симский Завод, Уфимская губерния.
Его отец, Михаил Васильевич (1868—1935), служил в почтово-телеграфном ведомстве до 1905 года в Чите, затем — в Петербурге. В 1906 году он с дочерью Валентиной уехал во Францию, где и умер. По одной из версий он является изобретателем телетайпа. Мать, Александра Викторовна (урожденная Волкова, 1872—1901), занималась домашним хозяйством. А. М. Кузьмин остался в России и воспитывался, вероятно, братом отца, который был дьячком.
По окончании гимназии в 1912 году поступил на естественно-историческое отделение физико-математического факультета Казанского университета, где со 2-го курса специализировался по минералогии и геологии. Из-за недостатка средств подрабатывал репетиторством, прерывал учёбу и нанимался приказчиком и кассиром в Казани. Окончил университет в 1916 году с дипломом 1-й степени и званием кандидата естественных наук и был оставлен на кафедре минералогии и петрографии для приготовления к профессорскому званию.
По поручению Казанского общества естествоиспытателей, летом 1916 года собрал петрографический материал в районе Березовского золоторудного месторождения на Урале. С 1 октября 1918 года по распоряжению министра народного просвещения был прикомандирован в качестве профессорского стипендиата к Томскому технологическому институту и находился на этой должности по 1 января 1921 года.
В 1919 году принимал участие в работе съезда по организации Института исследований Сибири в г. Томске. В 1927—1931 годах являлся учёным секретарем Западносибирского отделения Геологического комитета и заместителем начальника ЗСГУ. Вместе с М. А. Усовым руководил всей научно-исследовательской работой управления и Геолкома. С 1 июля 1930 года заведовал кафедрой Сибирского Геолого-Разведочного института.
С апреля 1933 года и. о. профессора и заведующий кафедрой минералогии, а с 1934 года — декан геолого-почвенно-географического факультета ТГУ. С 1935 по 1974 год бессменно руководил кафедрой минералогии и кристаллографии ТТИ-ТПИ.
23 декабря 1936 года был утвержден в звании профессора, а 17 марта 1937 года — в учёной степени кандидата геолого-минералогических наук без защиты диссертации. В 1947—1948 годах являлся старшим научным сотрудником Западно-Сибирского филиала АН СССР.
13 марта 1948 года защитил докторскую диссертацию «Периодически-ритмические явления в минералогии и геологии», представляющую глубокую философско-методологическую работу. На основании обобщения огромного фактического материала и собственных исследований попытался сформулировать некий общий закон о непрерывно-прерывистых явлениях в геологии, дать ему количественную интерпретацию. Диссертация была направлена на отзыв во многие научно-исследовательские и академические институты и получила поддержку академиков В. А. Обручева, М. А. Усова и других учёных, но не была утверждена в ВАК. Работа не потеряла актуальности и в настоящее время.
Скончался 28 августа 1980 года в городе Томске.

## Научная работа
Вся научная и практическая деятельность была тесно связана с изучением геологии и минерального сырья Западной Сибири, с развитием её производительных сил в годы первых пятилеток. Является одним из основоположников современных воззрений на строение Алтае-Саянской складчатой области, впервые дал для неё обоснованную тектоно-стратиграфическую схему и выделил салаирскую складчатость.
В 1929 году впервые произвёл расчленение отложений ледникового периода в Кузнецком Алатау. Многие годы был тесно связан с Кузнецким металлургическим комбинатом. Дал первую оценку площадки, на которой построен металлургический комбинат. Занимался поисками железных руд, флюсовых известняков и огнеупорных глин для комбината. В 1930 году поставил вопрос о поисках в Горной Шории новых месторождений железа, которые были впоследствии открыты (Кондомская группа). При его непосредственном участии были открыты карбонатные руды на Мазульском месторождении марганца.
Был первым ученым, который ещё в 20 годы XX века обосновал возможность нахождения бокситовых руд на территории от Урала до Тихого океана и, в частности, на территории Западной Сибири и северной части Казахстана, что полностью подтвердилось более поздними исследованиями. Занимался изучением месторождений каменного угля и соляных источников, известняков Соломинского района Кузбасса, золотоносностью Прителецкого района в Горном Алтае, Дарасунского, Илинского и Любавинского месторождений в Забайкалье. В период Великой Отечественной войны оказывал помощь Туимскому вольфрамовому руднику (Хакасия) в изучении геологии и направлении горно-эксплуатационных работ.
В конце 1950-х — начале 1960-х годов занимался проблемами минералогии, кристаллографии и теоретической петрографии. Им был описан минерал хёгбомит из Горной Шории, при более детальном исследовании оказавшийся ибонитом. Это вторая находка ибонита в мире (первая была сделана на о. Мадагаскар).
Издал монографию по щёлочным полевым шпатам с оригинальными выводами об их генезисе. Ценны его работы в области массовой кристаллизации и природы несовершенства строения кристаллов. В концентрационных потоках усматривал источник движения гидротермальных растворов. Эти работы выполнялись в сотрудничестве с физиками и технологами полупроводникового производства оборонной отрасли.
Используя гипсометрический закон распределения материи, находящейся в поле земного тяготения, а также опыты по кристаллизации растворов на многих уровнях в конвекционных потоках, показал возможный ход эволюции состава магматических расплавов в земной коре и пришел к необычному для своего времени выводу: внутреннее строение жидкости на границе фазовых переходов оказывается наиболее близким к строению выпадающих из неё кристаллов.

## Педагогическая деятельность
А. М. Кузьмин в течение 40 лет заведовал кафедрой минералогии и кристаллографии ТПИ, читал лекции по кристаллографии, минералогии и геохимии. Он заботился о развитии учебной и научной лабораторной базы кафедры. Одним из первых в ТПИ организовал на кафедре рентгеноструктурную и спектральную лаборатории.
Им подготовлено около 50 кандидатов наук, многие из которых стали докторами наук. Среди его учеников: доктора наук А. Г. Бакиров, О. М. Глазунов, А. Ф. Коробейников, Б. В. Олейников, В. С. Кузебный, С. А. Строителев, Г. В. Шубин; кандидаты наук А. И. Баженов, В. А. Ермолаев,
Т. И. Полуэктова, Е. А. Бабина, Б. Ф. Нифантов, А. И. Кондаков, А. Я. Пшеничкин и многие другие.

## Семья
Жена — Вера Порфирьевна (1893—1974).
- Дочери: Татьяна (1918 г.р.), Наталья (1921 г.р.) и Ольга (1923 г.р.).

## Награды
- Орден «Знак Почёта» (1961)
- Медаль «За доблестный труд в Великой Отечественной войне 1941—1945 гг.» (1946)
- Медаль «За доблестный труд. В ознаменование 100-летия со дня рождения В. И. Ленина» (1970)
- Медаль «30 лет победы в Великой Отечественной войне» (1975)
- Медаль «Ветеран труда» (1975)
- Знак «Отличник разведки недр» (1971).

## Членство в организациях
- 1917 — Партия эсеров (выбыл за неуплату взносов).
- 1959 — КПСС

C 1933 года входил в состав редакционной коллегии трудов «Материалы по изучению Сибири», был редактором «Известий ТПИ».
В течение многих лет являлся председателем ГЭК ГГФ ТГУ, почётным председателем ТО Всесоюзного минералогического общества.
Принимал активное участие в общественной жизни института, города, трижды избирался депутатом Томского городского совета.

## Память
В честь А. М. Кузьмина выпускником ГРФ ТПИ 1953 года В. И. Васильевым назван открытый им природный минерал кузьминит Hg2(Br,Cl).